# وديع صبرا
وديع صبرا موسيقي لبناني واضع لحن النشيد الوطني اللبناني.

## أصله ونشاته
ولد وديع بن جرجس بن جبور صبرا (1293 - 1371 هـ) (1876 - 1952 م) في بلدة عين الجديدة في جبل لبنان وتلقى علومه في مدرسة البنين الإنكليزية، ثم تخرج من المدرسة الإنجيلية (الجامعة الأميركية) وكان محبا للفنون ودرس الموسيقى في بيروت منذ حداثته.

## دراسته وأعماله
سافر إلى باريس سنة 1892 بغية إكمال دراساته الفنية. فدرس وتمرّن في الكونسرفاتوار الفرنسي سبعة أعوامٍ. وكان خلال إقامته في باريس يسافر إلى الضّواحي البعيدة لإحياء حفلاتٍ فنّيةٍ، يوفّر من ريعها نفقات دراسته وإعاشته. ثم عيّنته كنيسة سانت امسيري الإنجيلية، في باريس، عازفًا على الأرغن واستمر في الخدمة مدّة عشر سنين، فكانت مدّة دراسته في عاصمة فرنسا ستة عشر عامًا.
وضع وديع النّشيد الوطني العثماني في سنة 1908، وسافر إلى استانبول، فقدّم للمجلس النيابي النّشيد المذكور وأقام فيها خمسة عشر شهرًا ثم عاد إلى بيروت سنة 1910، فأسّس دار الموسيقى، وهو أوّل معهدٍ موسيقيٍّ في لبنان.
عاد سنة 1918 إلى استانبول فعيّنته الحكومة التركية رئيس أساتذة المدرسة الموسيقية البحرية مدّة سنةٍ، ومنها سافر إلى مدينة باريس.
نُفيَ وديع إلى مدينة سيواس في الأناضول وأقام فيها خلال الحرب العالمية الأولى، ثم اكتشفت الحكومة أنّ نفيه كان خطأ فأُطلق سراحه معززًا مُكرّمًا، ورجع إلى بيروت فكان أستاذ الموسيقى في دار المعلمات ومديرًا لموسيقى الجيش في لبنان.
لما كان البيانو الغربي لا يُخرج الأرباعَ الصّوتية على الأنغام الشرقية، سافر وديع إلى باريس سنة 1922 وقام بدراساتٍ طويلةٍ وبجهودٍ مُضنيةٍ حتّى توصل إلى غايته المنشودة باختراعه البيانو الشّرقي وبحث مع مدير مصنع بلابل قضية تركيب السلم الموسيقي بالنسبة للأصوات الشّرقية ليتمكّن على ضوء هذه الأبحاث الفنية العويصة إدخال الأرباع الصوتية على الأنغام الشرقية في مخترعه الذي ذاع صيته ونال إعجابًا وتقديرًا عظيمًا في الأوساط الفنية. ثم عاد إلى مصر ومكث فيها مدّة سنتين يُعطي دروسًا موسيقيّةً خاصّةً.

### أهم أعماله
لوديع صبرا أعمال موسيقية عديدة من أهمها: وضع المارش الملي العثماني قبل الدستور والنشيد الوطني العثماني بعده والنشيد الوطني اللبناني والأوبرا التركية ونشيد موسى أوراتوريو وأوبرا رعاة كنعان، وهي أوّل أوبرا في اللّغة التّركية، وأوبرا الملكين، وهي أوّل أوبرا في اللّغة العربية، وتراتيل كنائسية من الصّولو مطبوعة في باريس، وفالس لكونس وجانوت من مقام منير، ولحّن أوبريت فرنسية ومنها المُهاجر، و30 لحنًا شرقيًّا. وآخر ما لحّنه الأناشيد الثلاثة: «ذكرى الأم» من نظم الشّاعر شبلي الملاط، «أمّنا الأرض» من نظم رشدي المعلوف، «انتهى كل شيءٍ» من نظم الشّاعر سعيد عقل.

## وفاته
توفي وديع صبرا في 11 نيسان 1952 ودفن في مقبرة أسرة صبرا في المدفن الانجيلي الوطني في رأس النبع في بيروت.

## روابط خارجية
- وديع صبرا على موقع ميوزك برينز (الإنجليزية)
- وديع صبرا على موقع ديسكوغز (الإنجليزية)